# Răstolița
Răstolița [ˈrəstolit͡sa] (veraltet Răstoșnea; ungarisch Ratosnya) ist eine Gemeinde im Kreis Mureș in der Region Siebenbürgen in Rumänien.

## Geographische Lage

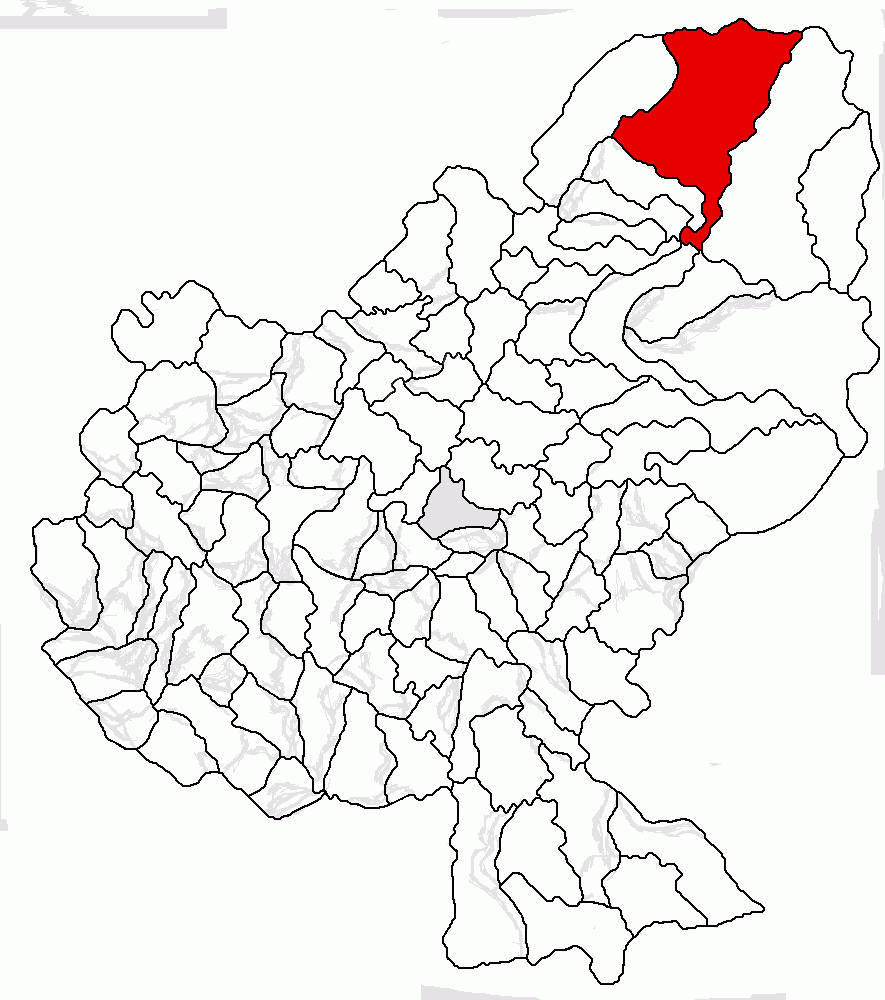
Lage der Gemeinde Răstolița im Kreis Mureș

Die Gemeinde Răstolița liegt in den nördlichen Ausläufern des Gurghiu-Gebirges (Munții Gurghiu) und den südlichen des Călimani-Gebirges (Munții Călimani) – beide, Gebirgszüge der Ostkarpaten – beidseitig am Oberlauf des Mureș (Mieresch), nordöstlich des Siebenbürgischen Beckens. Der Ort Răstolița befindet sich an der Mündung des gleichnamigen Flusses in den Mureș, am Drum național 15 und der Bahnstrecke von Târgu Mureș nach Gheorgheni, 35 Kilometer nordöstlich von der Stadt Reghin (Sächsisch-Regen) und etwa 65 Kilometer nordöstlich von der Kreishauptstadt Târgu Mureș (Neumarkt am Mieresch) entfernt.
Die eingemeindeten Dörfer befinden sich drei bis sieben Kilometer vom Gemeindezentrum entfernt.

## Geschichte
Der Ort Răstolița, wurde erstmals 1770 urkundlich erwähnt.
Im Königreich Ungarn gehörte die heutige Gemeinde dem Stuhlbezirk Régen felső (Ober-Regen) im Komitat Maros-Torda, anschließend dem historischen Kreis Mureș und ab 1950 dem heutigen Kreis Mureș an.

## Bevölkerung
Die Bevölkerung der Gemeinde Răstolița entwickelte sich wie folgt:
| 1850 | 364   | 345   | 3   | 1  | 15           |
| 1920 | 660   | 282   | 160 | 11 | 207          |
| 1941 | 1.400 | 512   | 761 | 3  | 124          |
| 1992 | 2.325 | 1.854 | 452 | -  | 19           |
| 2011 | 2.073 | 1.716 | 319 | -  | 38 (Roma 10) |
| 2021 | 1.729 | 1.418 | 237 | -  | 74 (Roma 3)  |

Seit 1850 wurde auf dem Gebiet der heutigen Gemeinde die höchste Einwohnerzahl und gleichzeitig die der Rumänen 1992 registriert. Die höchste Anzahl der Magyaren wurde 1941, die der Rumäniendeutschen (91) 1900 und die der Roma (78) wurde 1941 ermittelt. Des Weiteren wurden bei jeder Aufnahme auch einige Serben, Slowaken und Ukrainer registriert.
Die Hauptbeschäftigung der Bevölkerung ist die Forstwirtschaft.

## Sehenswürdigkeiten
- Die orthodoxe Kirche Sf. Nicolae in Răstolița,[6] 1750 errichtet und im 19. Jahrhundert erneuert, steht unter Denkmalschutz.[7]
- Die Holzkirche in Răstolița, etwa Ende des 18. Jahrhunderts errichtet, ist nicht bei den historischen Denkmäler des rumänischen Kulturministeriums aufgelistet.
- Die Gemeinde ist auch Ausgangspunkt zum Nationalpark Călimani.

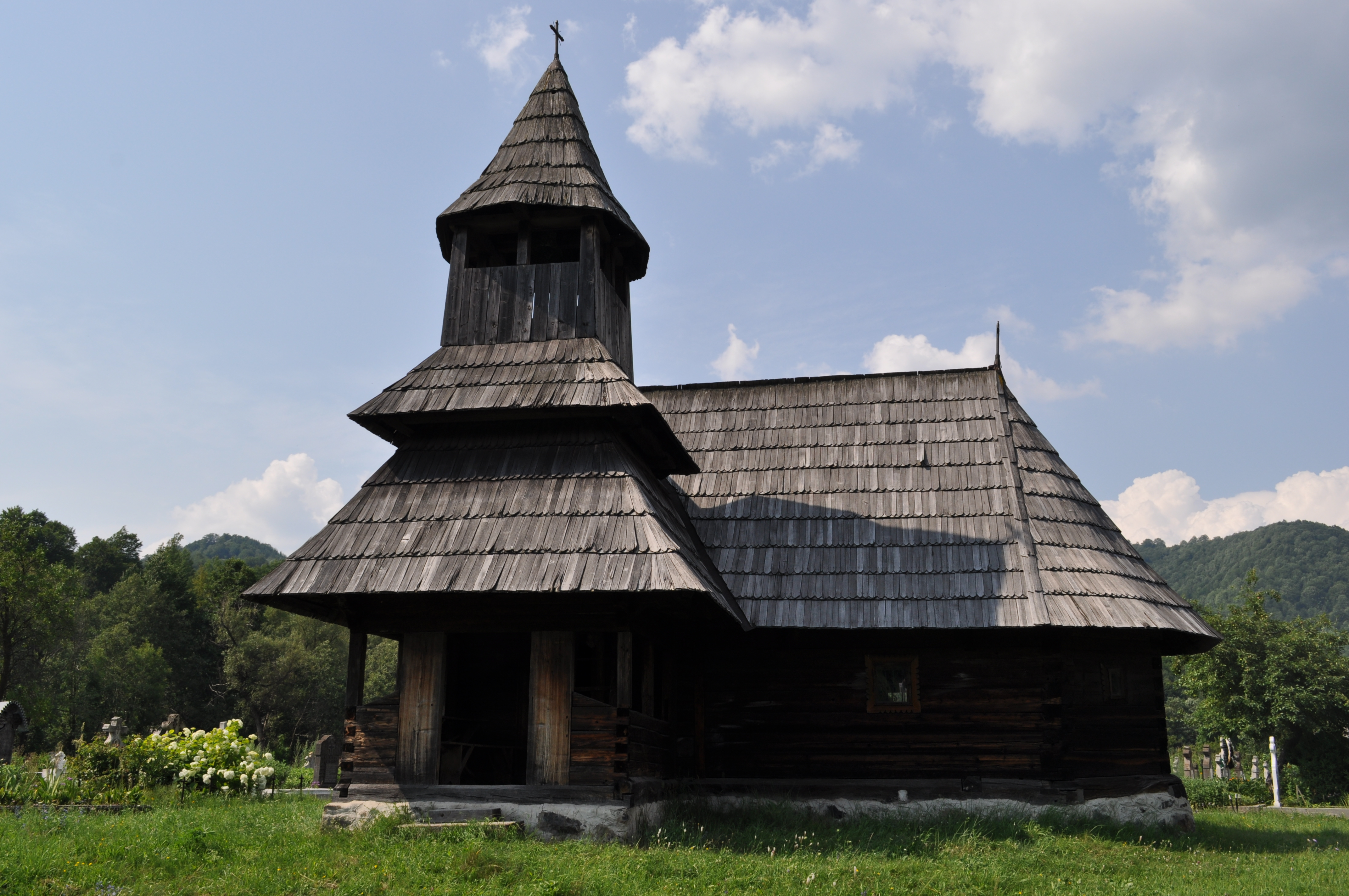
Holzkirche in Răstolița
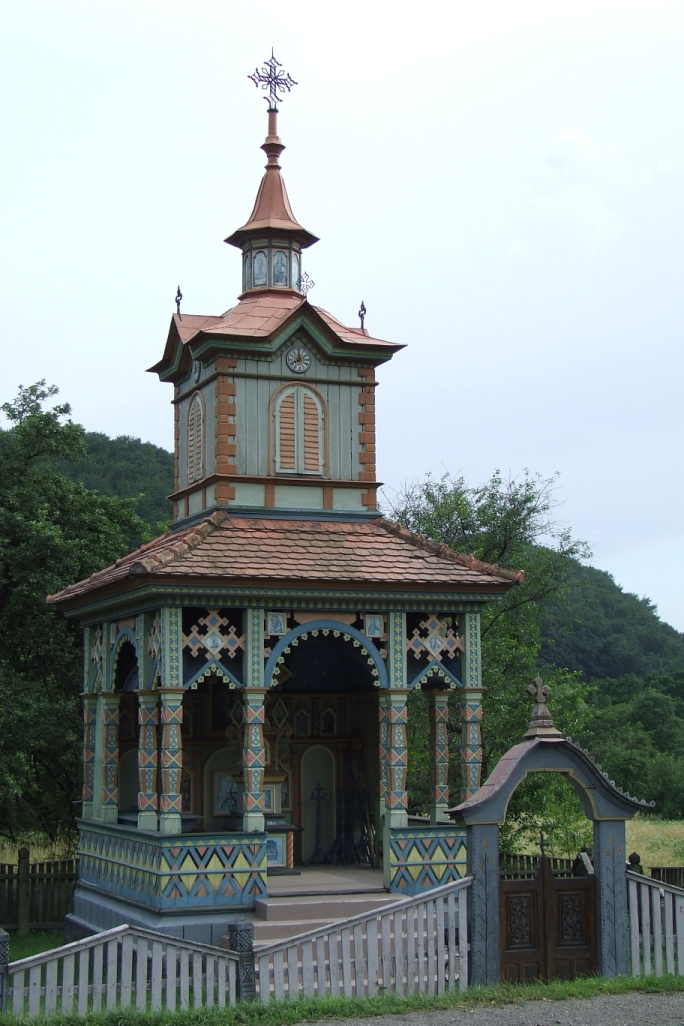
Feldkapelle am DN15 bei Gălăoaia

## Persönlichkeiten
- Endre Antalffy (1877–1958), Schriftsteller und Historiker[8]
- Balla Károly (1913–1959), Schriftsteller[9]